# 斯通福特 (伊利諾伊州)
斯通福特（英語：Stonefort）是位於美國伊利諾伊州薩林縣和威廉森縣的一個村落。

## 地理
斯通福特的座標為37°37′00″N 88°42′26″W / 37.61667°N 88.70722°W，而該地最高點為海拔高度124米（即407英尺）。

## 人口
根據2010年美國人口普查的數據，斯通福特的面積為3.78平方千米，當中陸地面積為3.77平方千米，而水域面積為0.01平方千米。當地共有人口291人，而人口密度為每平方千米76人。